# Fiorde de Sogn
O fiorde de Sogn (em Norueguês: Sognefjorden) é o maior e mais profundo fiorde da Noruega. É o maior fiorde da Europa, e o segundo maior do mundo, apenas ultrapassado pelo Scoresby Sund, na parte oriental da Groenlândia.

Situa-se na parte sul do condado de Sogn og Fjordane, com as montanhas de Jotunheimen a leste, fazendo fronteira com Vestlandet. Possui cerca de 205 km de extensão, desde Skjolden até Solund. 

Alcança uma profundidade máxima de 1308 metros abaixo no nível médio das águas do mar. As maiores profundidades encontram-se na parte interior do fiorde: perto da foz, a profundidade aumenta para cerca de 100 metros abaixo do nível do mar. A largura média do braço principal do fiorde de Sogn é de cerca de 5 km. As falésias que rodeiam o fiorde alcançam uma altitude a partir da água superior a 1000 metros.

As povoações que se encontram no fiorde e nos seus braços estão ligadas por barcos. Entre elas encontram-se Balestrand, Gudvangen e Flåm. Gudvangen situa-se no fiorde de Nærøy, um braço do fiorde de Sogn particularmente conhecido pela sua natureza intacta e pelas paisagens de rara beleza. A partir de Flåm, a linha de caminho-de-ferro Flåmsbana sobe 864 metros até Myrdal, em apenas 20 km - a subida mais íngreme por caminho-de-ferro, sem vigilância.
A beleza do fiorde e a magnitude da sua paisagem tornaram-no muito popular entre os turistas, que impulsionam em grande parte a economia local.
O fiorde de Luster é o braço mais interior do fiorde de Sogn e um dos mais populares.

## Mapa

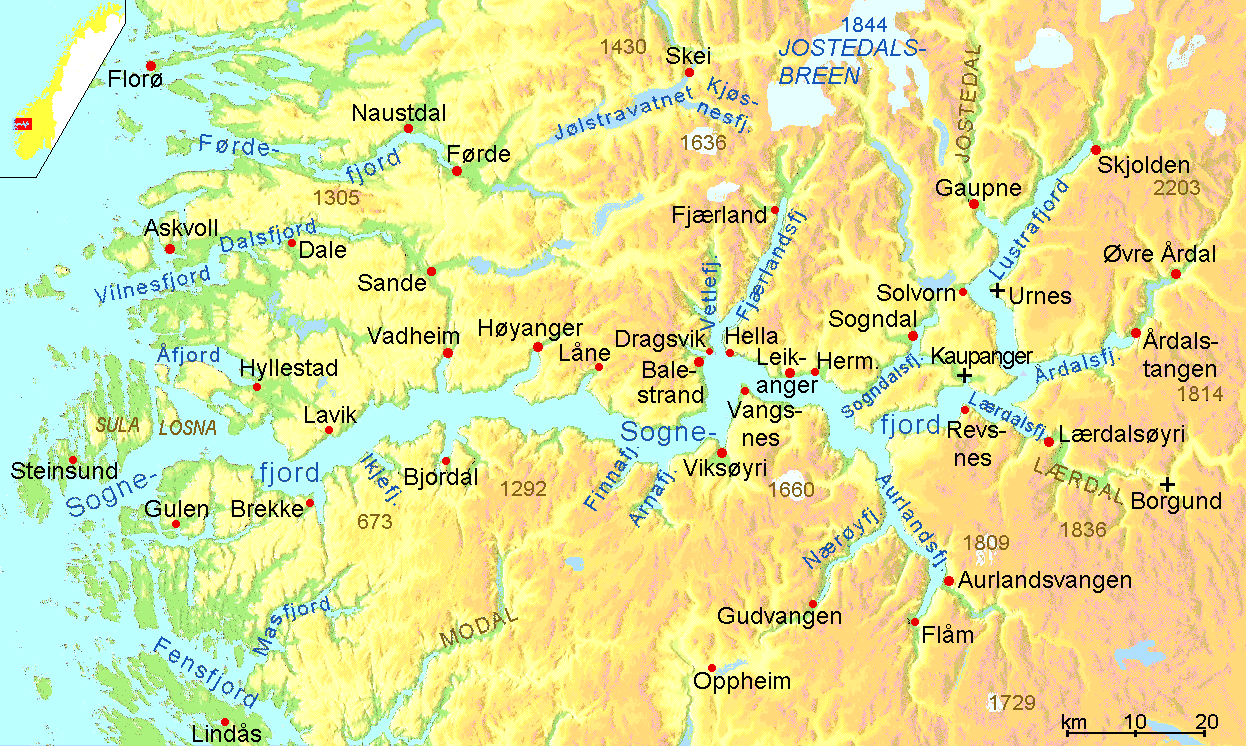
Mapa do fiorde de Sogn